# Colindale
Colindale – dzielnica Londynu, w Wielkim Londynie, leżąca w gminie Barnet. W 2011 roku dzielnica liczyła 17 098 mieszkańców.